# Amblyseius gracilis
Amblyseius gracilis är en spindeldjursart som först beskrevs av Garman 1958.  Amblyseius gracilis ingår i släktet Amblyseius och familjen Phytoseiidae. Inga underarter finns listade i Catalogue of Life.